# Estudios de Lingüística Aplicada
Estudios de Lingüística Aplicada (ELA) es una revista científica semestral y de acceso abierto dedicada a los campos de la lingüística y la lingüística aplicada. Es editada desde 1981 por la Escuela Nacional de Lenguas, Lingüística y Traducción (entonces Centro Enseñanza de Lenguas Extranjeras) de la Universidad Nacional Autónoma de México y su coordinador actual es el lingüista Daniel Rodríguez Vergara (ENALLT).
ELA publica investigaciones y reseñas inéditas en español e inglés y dentro de su línea editorial presta atención a tópicos "como el bilingüismo, la lexicología y la lexicografía, la traducción, políticas del lenguaje, gramática pedagógica, evaluación, gramática cognitiva, interculturalidad, estudios de corpus, tecnologías de la información y la comunicación (TIC) e ingeniería lingüística, entre otros". La revista edita anualmente un volumen con entregas semestrales, el cual aparece en formato digital e impreso.
La revista se encuentra indexada en los siguientes servicios bibliográficos: MLA Bibliography, Linguistic and Language Behaviour Abstracts, CLASE, INFOLING, Latindex, EBSCO y Ulrichsweb Global Serials Directory'.